# Hubble Deep Field South

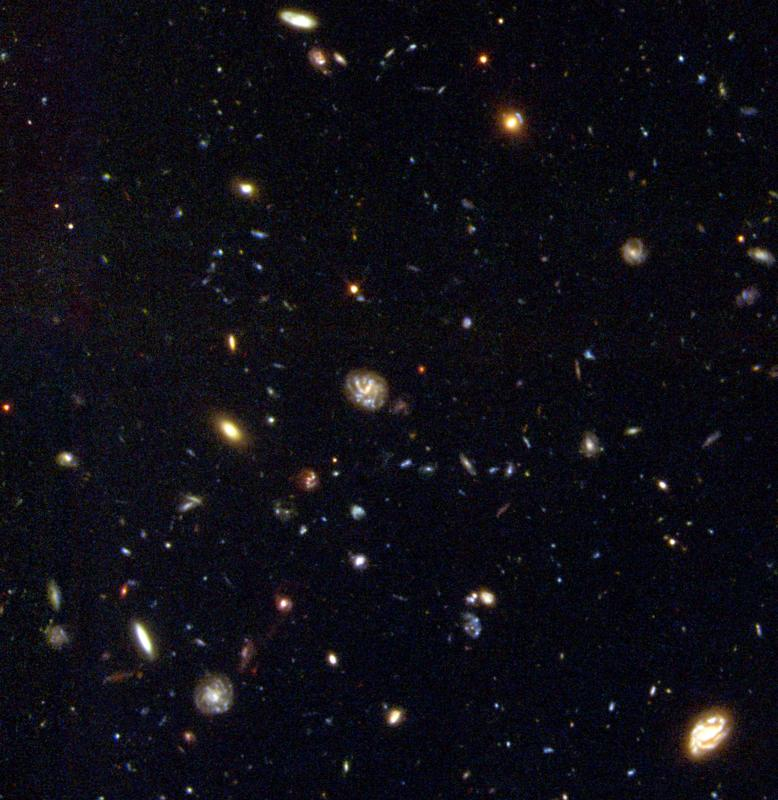
The Hubble Deep Field South. Credit: NASA/ESA.

Lo Hubble Deep Field South è una la composizione di centinaia di immagini individuali del Telescopio spaziale Hubble acquisite con la WFPC2 (Camera planetaria grandangolare) in oltre 10 giorni di osservazioni tra settembre e ottobre 1998. Segue il grande successo dell'originale Hubble Deep Field nel facilitare lo studio delle galassie estremamente lontane nella loro evoluzione.
Mentre la WPC2 acquisì immagini ottiche a estrema profondità, i campi vicini furono simultaneamente acquisiti dallo Spettrografo del Telescopio Spaziale (STIS) e da Near Infrared Camera and Multi-Object Spectrometer (NICMOS).

## Pianificazione
Il motivo per realizzare un altro Deep Field fu di fornire un'osservazione nell'emisfero sud con una profondità simile a quella realizzata per l'emisfero nord.
Il campo scelto è nella costellazione del Tucano, ascensione retta di 22h 32m 56.22s e declinazione -60° 33′ 02.69″.
Come per l'originale Hubble Deep Field ('HDF-N'), l'area è stata selezionata per essere lontana dal disco galattico della Via Lattea e per contenere il minor numero possibile di stelle appartenenti alla Via Lattea. Il campo scelto è più vicino al disco galattico rispetto a HDF-N, contiene più stelle galattiche. Ha anche una stella brillante vicina, così come una sorgente radio moderatamente forte, ma in entrambi i casi fu valutato che le osservazioni non sarebbero state compromesse.
Come per HDF-N, il campo si trova nella zona di visuale continua di Hubble, a sud, permettendo il doppio del tempo di osservazione per ciascuna orbita. Hubble può, in determinati periodi dell'anno, osservare queste zone continuamente senza che siano eclissate dalla Terra.
La vista del campo selezionato è resa più difficoltosa dal passaggio attraverso l'Anomalia del Sud Atlantico e dalla luce durante le ore diurne.

## Osservazioni
La strategia di osservazione usata per HDF-S fu simile a quella usata per HDF-N, con gli stessi filtri ottici applicati per WFP2 (isolamento delle lunghezze d'onda a 300, 450, 606 e 814 nanometri) e con tempi totali di esposizione simili.
Le osservazioni furono eseguite in un periodo di 10 giorni, per un totale di 150 orbite e un tempo di esposizione totale di oltre 1.3 milioni di secondi.
Mentre la WFPC2 raccolse immagini ottiche molto profonde, i campi furono contemporaneamente acquisiti dallo Spettrografo del Telescopio Spaziale (STIS) e da Near Infrared Camera and Multi-Object Spectrometer (NICMOS)
Un certo numero di campi adiacenti fu anche osservato per periodi più brevi.
L'immagine di WFPC2 è di 5,3 minuti d'arco quadrati, mentre le immagini di NICMOS e STIS sono di soli 0,7 minuti d'arco quadrati.
| Camera       | Filtro   | Lunghezza d'onda | Tempo totale di esposizione | Esposizioni |
| ------------ | -------- | ---------------- | --------------------------- | ----------- |
| WFPC2        | F300W    | 300 nm (U-band)  | 140,400 s                   | 106         |
| WFPC2        | F450W    | 450 nm (B-band)  | 103,500 s                   | 67          |
| WFPC2        | F606W    | 606 nm (V-band)  | 99,300 s                    | 53          |
| WFPC2        | F814W    | 814 nm (I-band)  | 113,900 s                   | 57          |
| NICMOS NIC3  | F110W    | 110 nm (J-band)  | 162,600 s                   | 142         |
| NICMOS NIC3  | F160W    | 160 nm (H-band)  | 171,200 s                   | 150         |
| NICMOS NIC3  | F222M    | 222 mm (K-band)  | 105,000 s                   | 102         |
| STIS         | 50CCD    | 350–950 nm       | 155,600 s                   | 67          |
| STIS         | F28X50LP | 550–960 nm       | 49,800 s                    | 64          |
| STIS         | MIRFUV   | 150–170 nm       | 52,100 s                    | 25          |
| STIS         | MIRNUV   | 160–320 nm       | 22,600 s                    | 12          |
| Spectroscopy | G430M    | 302.2–356.6 nm   | 57,100 s                    | 61          |
| Spectroscopy | G140L    | 115–173 nm       | 18,500 s                    | 8           |
| Spectroscopy | E230M    | 227.8–312 nm     | 151,100 s                   | 69          |
| Spectroscopy | G230L    | 157–318 nm       | 18,400 s                    | 12          |

Come per HDF-N, le immagini sono state processate grazie a una tecnica nota come 'drizzling', nella quale il puntamento del telescopio cambia di poco tra le esposizioni e l'immagine risultante è combinata usando sofisticate tecniche per raggiungere una risoluzione angolare maggiore di quanto sarebbe altrimenti possibile.